# ISO 3166-2:RS
ISO 3166-2:RS — стандарт Международной организации по стандартизации, который определяет геокоды. Является подмножеством стандарта ISO 3166-2, относящимся к Сербии. Стандарт охватывает 2 автономных края, 1 город- Белград, 29 округов Сербии. Каждый геокод состоит из двух частей: кода Alpha2 по стандарту ISO 3166-1 для Сербии — RS и дополнительного кода, записанных через дефис. Дополнительный, двухбуквенный код края образован созвучно названию, аббревиатуре названия края, двухсимвольный код города, округа, образован двухзначным числом. Геокоды округов, краёв и столицы Сербии являются подмножеством кодов домена верхнего уровня — RS, присвоенного Сербии в соответствии со стандартами ISO 3166-1.

## Геокоды Сербии первого уровня
Геокоды 2 автономных краёв, 1 города и 17 округов административно-территориального деления Сербии.
| Геокод | Административная единица | Статус  |
| ------ | ------------------------ | ------- |
| RS-KM  | Косово и Метохия         | край    |
| RS-VO  | Воеводина                | край    |
| RS-00  | Белград                  | столица |
| RS-11  | Браничевский             | округ   |
| RS-14  | Борский                  | округ   |
| RS-23  | Ябланичский              | округ   |
| RS-09  | Колубарский              | округ   |
| RS-08  | Мачванский               | округ   |
| RS-17  | Моравичский              | округ   |
| RS-20  | Нишавский                | округ   |
| RS-24  | Пчиньский                | округ   |
| RS-10  | Подунайский              | округ   |
| RS-22  | Пиротский                | округ   |
| RS-13  | Поморавский              | округ   |
| RS-19  | Расинский                | округ   |
| RS-18  | Рашский                  | округ   |
| RS-12  | Шумадийский              | округ   |
| RS-15  | Заечарский               | округ   |
| RS-21  | Топличский               | округ   |
| RS-16  | Златиборский             | округ   |

## Геокоды Сербии второго уровня
Геокоды 12 округов административно-территориального деления Сербии.
| Геокод | Административная единица | Статус | В составе |
| ------ | ------------------------ | ------ | --------- |
| RS-01  | Северно-Бачский          | округ  | RS-VO     |
| RS-02  | Средне-Банатский         | округ  | RS-VO     |
| RS-03  | Северно-Банатский        | округ  | RS-VO     |
| RS-07  | Сремский                 | округ  | RS-VO     |
| RS-05  | Западно-Бачский          | округ  | RS-VO     |
| RS-06  | Южно-Бачский             | округ  | RS-VO     |
| RS-04  | Южно-Банатский           | округ  | RS-VO     |
| RS-28  | Косовско-Митровицкий     | округ  | RS-KM     |
| RS-26  | Печский                  | округ  | RS-KM     |
| RS-25  | Косовский                | округ  | RS-KM     |
| RS-29  | Косовско-Поморавский     | округ  | RS-KM     |
| RS-27  | Призренский              | округ  | RS-KM     |

## Геокоды пограничных Сербии государств
- Венгрия — ISO 3166-2:HU (на севере),
- Румыния — ISO 3166-2:RO (на северо-востоке),
- Болгария — ISO 3166-2:BG (на востоке),
- Македония — ISO 3166-2:MK (на юге),
- Албания — ISO 3166-2:AL (на юго-западе),
- Черногория — ISO 3166-2:ME (на юго-западе),
- Хорватия — ISO 3166-2:HR (на западе),
- Босния и Герцеговина — ISO 3166-2:BA (на западе).

## Примечание
Территория края Косово и Метохия (RS-KM - Косово и Метохия) фактически контролируется частично признанным государством — Косово.